# Aegus kazuhisai
Aegus kazuhisai es una especie de coleóptero de la familia Lucanidae.

## Distribución geográfica
Habita en Siberut, Sumatra (Indonesia).